# 548 TCN
548 TCN là một năm trong lịch La Mã.